# Loi renforçant la sécurité et protégeant la liberté des personnes
La loi no 81-82 du 2 février 1981 renforçant la sécurité et protégeant la liberté des personnes, appelée en abrégé « Loi sécurité et liberté », est une loi promulguée à la fin du septennat de Valéry Giscard d'Estaing.

## Contexte politique
Un des éléments pesant sur l'équilibre à trouver entre Liberté et Sécurité est la multiplication d'actes terroristes en France dans la deuxième partie des années 1970, amenant le ministre de la Justice, Alain Peyrefitte,  à travailler sur un nouveau projet législatif. Cette loi, discutée au Parlement fin 1980, à la fin du septennat de Valéry Giscard d'Estaing, est débattue dans un climat politique passionné, où la droite accuse la gauche de laxisme, et où la gauche accuse la droite de porter atteinte aux libertés fondamentales,,,,,. Toutefois, à droite, Jacques Chirac ne la vota pas[réf. nécessaire]. 
Pendant la campagne de l'élection présidentielle française de 1981, le candidat François Mitterrand, dans ses 110 propositions pour la France, promet d'ailleurs d'abroger cette « loi liberticide » s'il est élu.

## Principales dispositions législatives
La loi Waldeck-Rousseau sur la relégation est restée appliquée jusqu’en 1970, date à laquelle la loi du 17 juillet 1970 substitue à la relégation la tutelle pénale qui est à son tour abrogée par la loi du 2 février 1981.
Préparée par le Garde des sceaux Alain Peyrefitte et par son conseiller personnel Vincent Lamanda au cours du premier semestre 1980, la loi Sécurité et Liberté, votée fin 1980 et promulguée en février 1981 (les derniers décrets d'application étant émis en mai 1981), possède un volet répressif et un volet concernant l'aide aux victimes.
Par décision no 80-127 DC des 19 et 20 janvier 1981, le Conseil constitutionnel valide 96 articles sur les 100 que comporte la loi, et en censure quatre (les articles 66, 92, 94 et 100).

### Aspects répressifs
La nouvelle loi a notamment pour objet :
- d'étendre les prérogatives de la police et de la gendarmerie en matière de contrôles d’identité et de flagrants délits[1],
- de réprimer plus sévèrement les actes de violence les plus graves envers les personnes et les biens (association de malfaiteurs, menaces de mort, arrestation et séquestration de personnes, prise d'otages, enlèvement de mineurs, vols aggravés)[13],
- de modifier les conditions de la récidive[14], de limiter les effets des circonstances atténuantes ainsi que les conditions d'octroi du sursis[15].

### Aide aux victimes
Le système d’indemnisation des victimes d’infractions graves est, par cette loi, élargi à toute victime qui avait subi un préjudice physique, moral ou matériel du fait d’une infraction pénale.

### Comparution immédiate et garde à vue
La loi substitue, à la procédure des « flagrants délits », une procédure mieux encadrée de « saisine directe du tribunal correctionnel » (articles 48 à 52 de la loi). En effet, la loi du 20 mai 1863 sur le flagrant délit prévoyait que les prévenus arrêtés en flagrant délit étaient immédiatement conduits devant le procureur qui les interrogeait, les traduisait sur le champ devant le tribunal correctionnel ou les plaçait lui-même sous mandat de dépôt dans l'attente de leur jugement à l’audience du lendemain. Cette loi, formellement abrogée à la suite de la promulgation du code de procédure pénale en 1958, était alors reprise dans les articles 393 à 397 du nouveau code. Le fond du droit ne changeait pas : la procédure était rapide et sommaire ; les droits du prévenu étaient très réduits. La Loi sécurité et liberté réforme la procédure en instituant la procédure de saisine directe de la juridiction : la présence obligatoire de l'avocat est désormais prévue (ce qui n'était pas le cas auparavant) et il y a allongement du délai laissé au prévenu pour préparer sa défense (auparavant, le délai était de 3 jours au maximum).

## Abrogation de certaines de ses dispositions
Deux ans après l'accession de François Mitterrand à la présidence de la République, et à la suite du rapport du comité Léauté, une partie des dispositions de la loi Sécurité et liberté sont abrogées par la loi du 10 juin 1983. En revanche ne sont pas abrogées certaines dispositions relatives aux délais de prescription et aux droits des victimes ; de même la procédure de saisine directe est conservée sous le terme, resté en vigueur, de comparution immédiate, tout en prévoyant un élargissement des droits des prévenus.